# Andrabia biprocessa
Andrabia biprocessa är en insektsart som beskrevs av Zhang och Yang 2006. Andrabia biprocessa ingår i släktet Andrabia och familjen dvärgstritar. Inga underarter finns listade i Catalogue of Life.